# پنجاه و پنجمین جوایز آکادمی موسیقی کانتری
پنجاه و پنجمین دوره جوایز موسیقی آکادمی موسیقی کانتری در تاریخ ۱۶ سپتامبر سال ۲۰۲۰ در نشویل، تنسی برگزار شد. کیت اوربان مجری این برنامه بود. در ابتدا برنامه‌ریزی شده بود که این رویداد در ۵ آوریل همان سال در لاس وگاس، نوادا پخش شود، اما به دلیل دنیاگیری کووید-۱۹ در ایالات متحده آمریکا به تعویق افتاد و دوباره جابجا شد.
این نمایش از گرند اول اپری، سالن Ryman Auditorium و کافه بلوبرد در نشویل، تنسی پخش شد و به عنوان اولین رویداد مهم جایزه شخصی که از زمان شیوع بیماری همه گیر کوئید-۱۹ در ایالات متحده برگزار می‌شود، تبدیل شد. با پیروزی در رویداد آوازی، میراندا لمبرت و پنجمین جایزه ای‌سی‌ام خود را بدست آورد و رکورد خود را به عنوان برنده‌ترین فرد در تاریخ ای‌سی‌ام افزایش داد. در این مراسم همچنین اولین تساوی در تاریخ ای‌سی‌ام برای بالاترین افتخار شب، سرگرم‌کننده سال برگزار شد که تامس رت و کری آندروود ادعای عنوان آن را داشتند.
کیت اربن، با اشاره به اتفاقات غیرمنتظره سال ۲۰۲۰ از جمله شیوع ویروس کرونا، توفان‌های دریایی در جنوب آمریکا، و آتش‌سوزی‌های سواحل غربی کشور، گفت: «جان عده زیادی از دست رفته‌است؛ اما فداکاری کارکنان بخش خدمات ضروری و کسانی که در خط مقدم مبارزه با این بلایا هستند و همچنین صداهایی که خواستار برابری همه قشرها جامعه هستند در سراسر جهان طنین‌انداز شده‌است.»

## برنده‌ها و نامزدی‌ها
نام و عنوان برنده‌ها به‌صورت پررنگ نمایش داده شده‌است.
| سرگرمی‌ساز سال | آلبوم سال |
| --- | --- |
| - تامس رت - کری آندروود - لوک برایان - لوک کومز - اریک چرچ | - What You See Is What You Get – لوک کومز - Center Point Road – تامس رت - Girl – Maren Morris - Heartache Medication – Jon Pardi - Wildcard – میراندا لمبرت |
| هنرمند زن سال | هنرمند مرد سال |
| - Maren Morris - کلسی بالرینی - میراندا لمبرت - کیسی ماسگریوز - کری آندروود | - لوک کومز - دیرکس بنتلی - تامس رت - کریس استیپلتون - کیث اربن |
| گروه سال | دوتایی سال |
| - Old Dominion - لیدی آنتبلوم - لیتل بیگ تاون - Midland - های‌ویمن | - دن + شی - بروکس اند دان - Brothers Osborne - Florida Georgia Line - Maddie & Tae |
| تک‌آهنگ سال | ترانه سال |
| - «کشور خدا» – بلیک شلتون - "One Man Band" – Old Dominion - "Rainbow" – کیسی ماسگریوز - "Rumor" – Lee Brice - "What If I Never Get Over You" – لیدی آنتبلوم | - "One Man Band" – Josh Osborne, Matthew Ramsey, Trevor Rosen, Brad Tursi - "۱۰٬۰۰۰ ساعت" – دن + شی، دن + شی، جاستین بیبر، Jessie Jo Dillon, Jason Boyd, Jordan Reynolds - "Girl Goin' Nowhere" – Ashley McBryde, Jeremy Bussey - "کشور خدا (ترانه بلیک شلتون)" – Devin Dawson, Jordan Schmidt, Michael Hardy - "Some of It" – اریک چرچ، Jeff Hyde, Clint Daniels, Bobby Pinson |
| هنرمند زن جدید سال | هنرمند مرد جدید سال |
| - Tenille Townes - Caylee Hammack - Gabby Barrett - Ingrid Andress - Lindsay Ell | - Riley Green - Cody Johnson - Jordan Davis - Morgan Wallen - Russell Dickerson |
| ترانه‌نویس سال | ویدئو سال |
| - هیلری لینزی - Ashley Gorley - Josh Osborne - Michael Hardy - شین مک‌انالی | - "Remember You Young" – تامس رت - «۱۰٬۰۰۰ ساعت» – دن + شی و جاستین بیبر - «کشور خدا» - بلیک شلتون - "One Man Band" – Old Dominion - "Sugar Coat" – لیتل بیگ تاون |
| رویداد موسیقی سال | |
| - "Fooled Around and Fell in Love" – میراندا لمبرت به همراه Maren Morris, Ashley McBryde, Tenille Townes, Caylee Hammack, و ال کینگ - «۱۰٬۰۰۰ ساعت» – دن + شی همراه جاستین بیبر - «Dive Bar» – گارث بروکس با حضور بلیک شلتون - «جاده شهرک قدیمی» – لیل ناز اکس با حضور بیلی ری سایرس - "What Happens in a Small Town" – Brantley Gilbert با حضور Lindsay Ell | |